# Pseudoceros liparus
Pseudoceros liparus (лат.) — морской плоский червь из отряда поликладид класса Rhabditophora.

## Описание
Общая длина тела до 4—6 см. Окраска лавандово-синяя с лёгкими лиловым и пурпурным оттенками. Вдоль тела по средине спинной стороны проходит белая полоса, окаймленная узкой тёмно-фиолетовой полосой, на переднем конце тела переходящая в короткую оранжево-красную полосу. До краёв тела полоса не доходит. У некоторых особей полоса не белая, а светло-оранжевая с более ярким красноватым передним концом.

## Ареал и места обитания
Распространен в тропических водах Индийского и западной части Тихого океанов от Коморских островов и Мадагаскара до Новой Гвинеи и Большого Барьерного рифа у восточного побережья Австралии. Обитает на внешних склонах коралловых рифов.

## Питание
Питается колониальными асцидиями.